# تلمبة شهيد خسرو نظري
تلمبة شهيد خسرو نظري (بالفارسية: تلمبه شهيدخسرونظري) هي منطقة سكنية تقع في فارس في إيران.